# Cidimar
Cidimar Rodrigues da Silva, noto semplicemente come Cidimar (San Paolo, 1º luglio 1984), è un ex calciatore brasiliano con cittadinanza tedesca, di ruolo attaccante.